# Maharanga bhutanica
Maharanga bhutanica är en strävbladig växtart som beskrevs av Ivan Murray Johnston. Maharanga bhutanica ingår i släktet Maharanga och familjen strävbladiga växter. Inga underarter finns listade i Catalogue of Life.